# Triancyra flavifrons
Triancyra flavifrons är en stekelart som först beskrevs av Smith 1862.  Triancyra flavifrons ingår i släktet Triancyra och familjen brokparasitsteklar. Inga underarter finns listade i Catalogue of Life.